# Aleksander Aleksandrowicz (poseł)
Aleksander Aleksandrowicz, ps. Sum (ur. 1 marca 1917 w Przewłoce, zm. 1992) – polski działacz ludowy i spółdzielczy, żołnierz Batalionów Chłopskich, poseł na Sejm PRL II kadencji.

## Życiorys
Urodził się jako syn Bazylego i Anny. Przed wybuchem II wojny światowej uzyskał niepełne średnie wykształcenie. Pracował jako rolnik. Zaangażował się w działalność ruchu ludowego. Organizował koła Związku Młodzieży Wiejskiej RP „Wici”. Należał do Stronnictwa Ludowego.
Po wybuchu wojny wstąpił do Batalionów Chłopskich. Był żołnierzem w obwodzie Radzyń Podlaski, dowodził drużyną.
Po zakończeniu wojny działał w ruchu ludowym i spółdzielczym. Wstąpił do Zjednoczonego Stronnictwa Ludowego. Był członkiem powiatowego komitetu ZSL w Parczewie. Został wybrany na posła II kadencji Sejmu PRL.